# Lasa i Zabala (pel·lícula)
Lasa i Zabala (títol original en basc Lasa eta Zabala) és una pel·lícula basca dirigida per Pablo Malo, estrenada l'any 2014. Està basada en el cas Lasa i Zabala, el primer acte terrorista realitzat pels Grups Antiterroristes d'Alliberament (GAL), que segrestaren, torturaren i assassinaren els membres d'ETA José Antonio Lasa i José Ignacio Zabala el 1983. La pel·lícula fou subtitulada i posteriorment doblada al català.
A l'edició de 2014 del Festival de Sant Sebastià se'n va dur el premi de la secció oficial de llargmetratge, tot i que fora de concurs.

## Repartiment
El repartiment va anar a càrrec de:
| Intèrpret        | Personatge        |
| ---------------- | ----------------- |
| Unax Ugalde      | Iñigo Iruin       |
| Francesc Orella  | coronel Galindo   |
| Jon Anza         | Joxean Lasa       |
| Cristian Merchan | Joxi Zabala       |
| Oriol Vila       | Felipe Bayo       |
| Ricard Sales     | Enrique Dorado    |
| Itziar Ituño     | Amaia             |
| Iñigo Gastesi    | Fede              |
| Sergi Calleja    | Jesús García      |
| Javier Mora      | Ángel Vaquero     |
| Pep Tosar        | Jutge instructor  |
| Aitor Mazo       | Jutge vista oral  |
| David Pinilla    | Fiscal            |
| Aitor Koteron    | Elgorriaga        |
| Iñaki Rikarte    | Miguel María Lasa |
| Xabier Ortuzar   | Juan María Zabala |